# Баррі Еванс
Баррі Джозеф Еванс (англ. Barry Joseph Evans'; 18 червня 1943, Гілфорд, Суррей — 9 лютого 1997, Клейбрук Маґна (Claybrooke Magna), Лестершир) — британський актор, котрий був найбільш відомим по його участі у таких ситкомах, як: «Doctor in the House» та «Mind Your Language».

## Біографія
Баррі Еванс народився в місті Гілфорд графства Суррей, 18 червня 1943 року. Будучи ще дитиною, Баррі осиротів, що стало передумовою його навчання в таких школах-інтернатах як: Fortescue House School в м. Твікенгем, котра була спонсорована фондом Dr Barnardo's; а згодом, Баррі навчався в школі Бізлей Бойз (Bisley Boys' School) в с. Бізлей (Bisley) графства Суррей. Ці дві школи-інтернати були під управлінням Shaftesbury Homes. Ще з самого дитинства Баррі став проявляти свої акторські навички, що було помічено іншими. Відповідно через це, сам Баррі часто займав головні ролі в шкільних виставах. Перед тим, як відправитись в Лондон, Баррі Еванс короткий час мешкав в с. Іллінойс (Ялдінг (Yalding)).
Баррі навчався в Italia Conti Academy of Theatre Arts, але після здобуття стипендії (John Gielgud Scholarship) починає навчатися в Центральній школі сценічної мови та драматичного мистецтва.

### Рання кар'єра
Його першим дебютом у кіно стала головна роль у фільмі Клайва Доннера «Here We Go Round the Mulberry Bush» (1968), у якому Баррі отримав роль Джеймі МакҐреґора (Jamie McGregor), підлітка, котрому було важко втратити власну цноту. Журнал «Photoplay» назвав Еванса «новим яскравим та захоплюючим актором», а газета «The Sunday Telegraph» описала його фільмовий дебют як «неперевершений».
Фільм «Here We Go Round the Mulberry Bush» став проривним у ряді таких технічних особливостей як: сценарій фільму, фотозйомці та техніці зйомки. У фільмі Джеймі МакҐреґор висловлює свої думки. Саундтрек фільму в основному складався з пісень у виконанні таких музичних груп: «The Spencer Davis Group» та «Traffic». Фільм було включено до списку участі в Каннському кінофестивалі 1968 року (21st Cannes Film Festival), однак того ж року, фестиваль було скасовано. Під час зйомок у фільмі «Here We Go Round the Mulberry Bush», між Баррі Евансом та Клайвом Доннером зав'язались партнерські зв'язки. Надалі Баррі Еванс буде неодноразово згадувати Доннера Клайва як одного зі своїх найкращих друзів. У 1969 році Баррі знову відновив співпрацю з Доннером, однак цього разу Баррі мав зніматися в історичному епосі «Альфред Великий» ('Alfred the Great). Цього ж року, разом із Родді МакДауоллом (Roddy McDowall), Баррі з'являється в сімнадцятому епізоді «The Killing Bottle» серіалу «Journey to the Unknown» в ролі людини, котра планує вбити свого брата, щоб безперешкодно успадкувати спадщину.
Свою першу значну телевізійну роль Баррі Еванс зіграв у ситкому «Doctor in the House» (1969—1970), зняту за мотивами новел Річарда Ґордона (Richard Gordon), яка була попередньо відзнята та репрезентована у формі художнього фільму. Баррі почав з ролі молодого студента-медика Майкла Аптона (Michael Upton), але при цьому сам Баррі не мав ніякої схожості з даним персонажем. Через успіх шоу «Doctor in the House», Баррі знімається у його продовженні під назвою «Doctor at Large» (1971). Зйомка в серіалі «Doctor at Large» була надзвичайно інтенсивною, відповідно це не давало змоги Баррі зніматися в інших фільмах через брак часу. Через це він відмовився надалі брати участь у зйомці продовжень серіалу. У його інтерв'ю 1977 року, він заявив, що був «неймовірно дурним», коли відмовився від більшої зйомки в серіалі.
У 1971 році Баррі Еванс зіграв персонажа Елі Фрома (Eli Frome) в мало бюджетному трилері Піта Вокера (Pete Walker) — «Die Screaming, Marianne», разом з акторкою Сьюзен Джордж (Susan Melody George). В 1976 році Баррі зіграв головну роль у секс комедії Стенлі Лонга (Stanley A. Long) — «Adventures of a Taxi Driver». Однак, на відміну від фільму «Here We Go Round the Mulberry Bush» в якому глядач розділяє думки Джеймі, персонаж Елі Фром ламає четверту стіну впродовж цілого фільму. Попри успіх фільму «Adventures of a Taxi Driver», Баррі Еванс вирішив надалі не брати участь у зйомці його продовжень, хоча того ж року він зіграв головну роль у фільмі подібної тематики «Under the Doctor».
Баррі Еванс, також, працював і в театрі, однак це виявилось для нього з фінансової точки зору «не вигідним», тому через це він декілька раз намагався добитися собі пільг. Після цього, він написав до «London Weekend Television» повідомлення, в якому сказав «…я ще був живий». В результаті, це призвело до того, що він отримав свою найбільш відому роль — Джеремі Брауна (Jeremy Brown) в ситкому телемережі ITV «Mind Your Language» (1977—1979; 1986). Ситкома «Mind Your Language» показувала в гумористичний спосіб спроби викладача вечірнього класу навчити зарубіжних студентів англійської мови. Серіал було написано телевізійним сценаристом Вінсентом Пауелом (Vincent Joseph Powell). У 1986 році серіал було адаптовано та перезнято для американського телебачення, однак ситком дістав іншу назву — «What a Country!». Цього ж року, ситком був ненадовго відновлений у Великій Британії на телебаченні, але на цей раз було додано тринадцять нових серій.

### Пізня кар'єра
В період з 1982—1983 роки Баррі Еванс зіграв роль довіреного асистента Діка Емері (Dick Emery) — Робіна Брайна (Robin Bright) у комедійному трилері «Legacy of Murder». До другої половини 1980-х років, Баррі виглядав досить молодо, що перешкоджало йому одержати «зрілу» роль яка б йому підходила відповідно до його віку. Свою останню роль Баззарда (Bazzard) в екранізації «The Mystery of Edwin Drood» Баррі зіграв у 1993 році. До середини 1990-х років Баррі пропрацював водієм мікроавтобуса в Лестерширі.

### Смерть
У лютому 1997 року, поліція знайшла тіло Баррі Еванса в його ж вітальні, після того, як зайшли до його будинку, щоб повідомити Баррі про його знайдене викрадене авто, про втрату якого попередньо було повідомлено за день до інциденту. Причина його смерті так і не була підтверджена. Коронер виявив удар на голові Баррі та високий рівень алкоголю в крові. На столі, біля тіла Баррі, було знайдено заповіт, а на підлозі — розсипаний блістер аспірину, якому на той час вже було 26 років, щоправда, коронер дійшов висновку, що таблетки не були застосовані. Було заарештовано вісімнадцятирічного хлопця, але згодом він був звільнений через брак доказів і без пред'явлень звинувачень. Зрештою було винесено відкритий вирок. Тіло Баррі Еванса кремували в крематорії-мавзолеї Ґолдерс-Ґрін.

## Вшанування пам'яті
Синю табличку на честь Беррі Еванса було встановлено організацією «The Heritage Foundation» (фонд «Спадщина). Її розташовано за адресою 8 Buckland Crescent, котра знаходиться на території парку «Белсайз» (Belsize Park), на північному заході Лондона. Актор проживав за цим адресом від 1960-х рр. до початку 1980-х рр.
Поминальний обід на честь Баррі Еванса та письменника Вінса Пауела, котрий написав «Mind Your Language», відбувся за допомогою благодійного фонду «Barnardo's» в готелі «Меріот» (Marriot), що знаходиться поблизу Мармурової Арки у центрі Лондона.

## Фільмографія
| Рік            | Назва                                        | Роль                                                        | Примітки                                    |
| -------------- | -------------------------------------------- | ----------------------------------------------------------- | ------------------------------------------- |
| 1964           | Camera Three «Chips with Everything»         | First Airman                                                |                                             |
| 1964           | Redcap «The Boys of B Company»               | Tug Wilson                                                  |                                             |
| 1965           | Undermind «Flowers of Havoc»                 | Ted                                                         |                                             |
| 1967           | Much Ado About Nothing                       | Coffee boy                                                  |                                             |
| 1967           | The Baron «The Edge of Fear»                 | Hotel porter                                                | Не зазначений                               |
| 1967           | The White Bus                                | Boy                                                         |                                             |
| 1967           | Here We Go Round the Mulberry Bush           | Jamie McGregor                                              |                                             |
| 1968           | Love Story «The Proposal»                    |                                                             |                                             |
| 1969           | Journey to the Unknown «The Killing Bottle»  | Jimmy Rintoul                                               |                                             |
| 1969-1971      | Doctor in the House та Doctor at Large       | Dr Michael Upton                                            |                                             |
| 1971           | ITV Playhouse «Like Puppies in a Basket»     | Tony                                                        |                                             |
| 1971           | Thirty-Minute Theatre «Blues in the Morning» | Tommo                                                       |                                             |
| 1971           | Journey to Murder                            | Jimmy Rintoul                                               | знявся лише в епізоді: «The Killing Bottle» |
| 1971           | Die Screaming, Marianne                      | Eli Frome                                                   |                                             |
| 1972           | Late Night Theatre «Torquil»                 | Joe                                                         |                                             |
| 1975           | Crossroads                                   | Trevor Woods                                                |                                             |
| 1976           | Adventures of a Taxi Driver                  | Joe North                                                   |                                             |
| 1976           | Under the Doctor                             | Doctor Boyd, психіатр Mr Johnson, Lt Cranshaw, Colin Foster |                                             |
| 1977–1979 1986 | Mind Your Language                           | Mr Jeremy Brown                                             |                                             |
| 1978           | Crown Court «Still Waters»                   | Barry Sellars                                               |                                             |
| 1982           | Legacy of Murder                             | Robin Bright                                                |                                             |
| 1993           | The Mystery of Edwin Drood                   | Bazzard                                                     | остання роль у зйомках                      |